# Гоэйер, Тристан
Тристан Гоэйер (нидерл. Tristan Gooijer; род. 2 сентября 2004, Бларикюм, Северная Голландия) — нидерландский футболист, защитник клуба «Аякс».

## Клубная карьера
Гоэйер — воспитанник футбольного клуба «Аякс». В июне 2021 года подписал первый контракт с клубом до середины 2024 года. 7 марта 2022 года дебютировал за «Йонг Аякс» в матче Эрстедивизи против АДО Ден Хаага, выйдя на замену вместо Стевена ван дер Слота на 87-й минуте. В дебютном сезоне сыграл 5 матчей в чемпионате. В сезоне 2022/23 регулярно выступал за «Йонг Аякс», сыграв в чемпионате 24 матча. В сентябре 2023 года продлил контракт с «Аяксом» до середины 2026 года. 1 декабря 2023 года забил первые голы за «Йонг Аякс» в гостевом матче с «Ден Босх», оформив дубль.
За основной состав «Аякса» дебютировал 14 декабря 2023 года в матче Лиги Европы УЕФА против греческого АЕК, выйдя на замену на 74-й минуте вместо Девайна Ренча.
16 июля 2024 года перешёл на правах аренды в ПЕК Зволле до конца сезона 2024/25. 11 августа дебютировал за клуб в гостевом матче Эредивизи против «Утрехта», но уже на 26-й минуте покинул поле из-за травмы. Обследование выявило серьёзную травму колена, из-за которой футболист выбыл на долгое время.

## Карьера в сборной
Выступал за сборные Нидерландов до 16 и 18 лет.

## Статистика выступлений
| Клуб             | Сезон            | Лига | Лига | Кубок | Кубок | Европейские кубки | Европейские кубки | Итого | Итого |
| Клуб             | Сезон            | Игры | Голы | Игры  | Голы  | Игры              | Голы              | Игры  | Голы  |
| ---------------- | ---------------- | ---- | ---- | ----- | ----- | ----------------- | ----------------- | ----- | ----- |
| → Йонг Аякс      | 2021/22          | 5    | 0    | —     | —     | —                 | —                 | 5     | 0     |
| → Йонг Аякс      | 2022/23          | 24   | 0    | —     | —     | —                 | —                 | 24    | 0     |
| → Йонг Аякс      | 2023/24          | 21   | 3    | —     | —     | —                 | —                 | 21    | 3     |
| → Йонг Аякс      | Итого            | 50   | 3    | —     | —     | —                 | —                 | 50    | 3     |
| Аякс             | 2023/24          | 9    | 0    | 1     | 0     | 3                 | 0                 | 13    | 0     |
| Аякс             | Итого            | 9    | 0    | 1     | 0     | 3                 | 0                 | 13    | 0     |
| → ПЕК Зволле     | 2024/25          | 1    | 0    | 0     | 0     | —                 | —                 | 1     | 0     |
| → ПЕК Зволле     | Итого            | 1    | 0    | 0     | 0     | —                 | —                 | 1     | 0     |
| Всего за карьеру | Всего за карьеру | 60   | 3    | 1     | 0     | 3                 | 0                 | 64    | 3     |